# Steve Marlet
Steve Marlet (Pithiviers, 1974. január 10. –) francia válogatott labdarúgó.
A francia válogatott tagjaként részt vett a 2001-es, a 2003-as konföderációs kupán és a 2004-es Európa-bajnokságon.

## Sikerei, díjai
Lyon
- Francia ligakupagyőztes (1): 2000–01
- Francia bajnok (1): 2001–02

Franciaország
- Konföderációs kupa győztes (2): 2001, 2003